# Liste der Kulturdenkmale in Probstheida
Die Liste der Kulturdenkmale in Probstheida enthält die Kulturdenkmale des Leipziger Stadtteils Probstheida, die in der Denkmalliste vom Landesamt für Denkmalpflege Sachsen mit Stand 2017 erfasst wurden.

## Legende
- Bild: Bild des Kulturdenkmals, ggf. zusätzlich mit einem Link zu weiteren Fotos des Kulturdenkmals im Medienarchiv Wikimedia Commons. Wenn man auf das Kamerasymbol klickt, können Fotos zu Kulturdenkmalen aus dieser Liste hochgeladen werden:
- Bezeichnung: Denkmalgeschützte Objekte und ggf. Bauwerksname des Kulturdenkmals
- Lage: Straßenname und Hausnummer oder Flurstücknummer des Kulturdenkmals. Die Grundsortierung der Liste erfolgt nach dieser Adresse. Der Link (Karte) führt zu verschiedenen Kartendiensten mit der Position des Kulturdenkmals. Fehlt dieser Link, wurden die Koordinaten noch nicht eingetragen. Sind diese bekannt, können sie über ein Tool mit einer Kartenansicht einfach nachgetragen werden. In dieser Kartenansicht sind Kulturdenkmale ohne Koordinaten mit einem roten bzw. orangen Marker dargestellt und können durch Verschieben auf die richtige Position in der Karte mit Koordinaten versehen werden. Kulturdenkmale ohne Bild sind an einem blauen bzw. roten Marker erkennbar.
- Datierung: Baubeginn, Fertigstellung, Datum der Erstnennung oder grobe zeitliche Einordnung entsprechend des Eintrags in der sächsischen Denkmaldatenbank
- Beschreibung: Kurzcharakteristik des Kulturdenkmals entsprechend des Eintrags in der sächsischen Denkmaldatenbank, ggf. ergänzt durch die dort nur selten veröffentlichten Erfassungstexte oder zusätzliche Informationen
- ID: Vom Landesamt für Denkmalpflege Sachsen vergebene, das Kulturdenkmal eindeutig identifizierende Objekt-Nummer. Der Link führt zum PDF-Denkmaldokument des Landesamtes für Denkmalpflege Sachsen. Bei ehemaligen Kulturdenkmalen können die Objektnummern unbekannt sein und deshalb fehlen bzw. die Links von aus der Datenbank entfernten Objektnummern ins Leere führen. Ein ggf. vorhandenes Icon  führt zu den Angaben des Kulturdenkmals bei Wikidata.

## Liste der Kulturdenkmale in Probstheida
| Bild                                    | Bezeichnung | Lage | Datierung | Beschreibung | ID       |
| --------------------------------------- | --- | --- | --- | --- | -------- |
| Weitere Bilder                          | Einzeldenkmal der Sachgesamtheit 09263773, An der Tabaksmühle 21: ehemalige Quelle und Brunnenanlage | An der Tabaksmühle (Karte)                                                                              | bezeichnet 1501 (Quellenanlage), Umbau 1912 (Quellenanlage)                                                                    | aus Findlingen gebildete Brunnenanlage, alte Marienquelle, hoher Geschichts- und Erinnerungswert, Bedeutung für die Volksbildung | 09263846 |
| Weitere Bilder                          | Einzeldenkmal der Sachgesamtheit Obj. 09263773, An der Tabaksmühle 21: Gedenkstein | An der Tabaksmühle (Karte)                                                                              | 1936 (Gedenkstein) | Findling mit Fragmenten einer Inschrift, sogenannter Kolonialstein in der kleinen Grünanlage nahe dem Napoleonstein, Geschichtswert | 09263841 |
| Weitere Bilder                          | Einzeldenkmal der Sachgesamtheit 09263773, An der Tabaksmühle 21: Gedenkstein mit Einfriedung | An der Tabaksmühle (Karte)                                                                              | 1857 (Gedenkstein) | am Standort der ehemaligen Quandtschen Tabaksmühle, Befehlsstand Napoleons am 18. Oktober 1813 während der Völkerschlacht bei Leipzig, Granitblock mit Inschrift, obenauf zur Erinnerung an Napoleons Flucht: Zweispitz, Fernrohr und Kissen, die Einfriedung Sandsteinpfeiler mit eisernen Gittern, Denkmal errichtet vom »Verein zur Feier des 19. Oktober«, geschichtlich von Bedeutung | 09263845 |
| Weitere Bilder                          | Sachgesamtheit Wilhelm-Külz-Park, mit den Einzeldenkmalen: Marienbrunnen-Anlage (siehe Obj. 09263846, An der Tabaksmühle, ohne Nr.), Kolonialstein (siehe Obj. 09263841, An der Tabaksmühle, ohne Nr.) und Napoleonstein am Friedhofsweg (siehe Obj. 09263845, An der Tabaksmühle, ohne Nr.), ehemaliger Ausstellungspavillon (siehe Obj. 09299383, An der Tabaksmühle 21), weiterhin Parkanlage und mit dem Sachgesamtheitsteil: Nebengebäude (Anschrift: Friedhofsweg 10) | An der Tabaksmühle 21 (Karte)                                                                           | 1904–1907, Napoleonstein älter (Parkanlage)                                                                                    | Park zwischen Prager Straße und Richard-Lehmann-Straße in Nähe des Völkerschlachtdenkmals, mit historischem Wegesystem und altem Gehölzbestand sowie mit stadthistorisch bedeutsamen Ausstattungsstücken, ortsgeschichtlich und gartenkünstlerisch von Bedeutung [Störelement: Blumenhalle Südfriedhof am Völkerschlachtdenkmal, Friedhofsweg 1] | 09263773 |
| Direkt Bild zu diesem Denkmal hochladen | Einzeldenkmal der Sachgesamtheit 09263773, An der Tabaksmühle 21: ehemalige Ausstellungshalle für die Geschichte der Völkerschlacht bei Leipzig 1813 im Külzpark, heute Gaststätte | An der Tabaksmühle 21 (Karte)                                                                           | 1963 (Ausstellungsbau) | Stahl-Glas-Architektur im Stil der Moderne, architekturgeschichtliche Bedeutung | 09299383 |
| Weitere Bilder                          | Apelstein Nr. 42 (V) | An der Tabaksmühle 21 (bei) (Karte)                                                                     | bezeichnet 1863, gesetzt 1864 (Gedenkstein)                                                                                    | Apelstein; Gedenkstein zur Erinnerung an die Kämpfe der Völkerschlacht bei Leipzig 1813, 29.000 Preußen unter General Bülow am 19. Oktober, geschichtlich von Bedeutung, das Original aus der Zeit vor 1900 vor dem ehemaligen Völkerschlacht-Informationspavillon im Külzpark, Kopie von 1988 am ursprünglichen Standort in Reudnitz am Stephaniplatz an der Dresdner Straße | 09293643 |
| Direkt Bild zu diesem Denkmal hochladen | Wohnhaus (Nr. 18, ehemalige Anschrift: Russenstraße 25), daran angebautes Seitengebäude (Nr. 16) und Auszugshaus (Wohnstallhaus, Nr. 20/22) eines Bauernhofes sowie Toranlage (mit Pforte), Vorgarten, Einfriedung und Hofpflasterung | Augustinerstraße 16; 18; 20; 22 (Karte)                                                                 | 1753 Dendro (Bauernhaus), 1836 Dendro (Auszugshaus)                                                                            | vier Kugeln der Völkerschlacht in der Hofmauer, Wohnhaus und Auszugshaus mit Fachwerk-Obergeschoss, baugeschichtlich und ortsentwicklungsgeschichtlich von Bedeutung | 09293789 |
| Direkt Bild zu diesem Denkmal hochladen | Einzeldenkmal der Sachgesamtheit 09306025, Crednerstraße 9–40: Mehrfamilienhäuser einer Wohnanlage | Bockstraße 2; 4 (Karte)                                                                                 | 1920–1926 (Mehrfamilienwohnhaus)                                                                                               | Putzfassade, die Eingangsachsen betont, Reformstil-Architektur, baugeschichtlich von Bedeutung | 09263767 |
|                                         | Mietshaus in halboffener Bebauung und in Ecklage | Chemnitzer Straße 2 (Karte)                                                                             | 1904 (Mietshaus) | historisierende Putzfassade, baugeschichtlich und städtebaulich von Bedeutung | 09292521 |
|                                         | Mietshaus in offener Bebauung, ehemals auch Rathaus | Connewitzer Straße 1 (Karte)                                                                            | um 1905 (Mietshaus) | kräftig gegliederte Putzfassade, markanter Kopfbau an einer Straßengabelung, stilistisch zwischen Späthistorismus und Jugendstil, baugeschichtlich und ortsgeschichtlich von Bedeutung | 09263833 |
|                                         | Villa mit Vorgarten | Connewitzer Straße 5 (Karte)                                                                            | 1903–1904 (Villa) | Putzfassade mit Sandsteingliederung und Mansarddach, Reformstil-Architektur, benannt nach dem Bauherrn, dem Kunst- und Handels-Gärtner Arthur Dietze, baugeschichtlich von Bedeutung Denkmaltext Aus den Händen des Maurermeisters Julius Ihme erwarb der Kunst- und Handelsgärtner Arthur Hugo Dietze das eintausend Quadratmeter große Grundstück zwecks Errichtung einer Villa. Architekt Paul Dietze aus München lieferte die Pläne, mit Ausführung und Bauleitung wurde Julius Ihme beauftragt. Bauantrag wurde zum 15. Juli 1903 gestellt: "Wie aus den Zeichnungen ersichtlich, liegt dem Projekt der Gedanke zu Grunde, eine angenehme Wohnung in Einfamilienvilla zu schaffen und sind dem Erdgeschoss sämtliche Wohnräume, im Obergeschoss dagegen Schlaf- und Nebenräume vertheilt". Im Dach war die Einrichtung einer Hausmannswohnung vorgesehen. Am 10. März 1904 erfolgte die Mitteilung über die Vollendung des Vorhabens. Die Planunterlagen suggerieren ein prächtiges, hochherrschaftliches Palais mit überwiegend neobarocker Dekoration, der ausgeführte Bau relativiert aufgrund seiner Einfamilienhaus-Dimension diesen Eindruck. Eine kleine offene Vorhalle mit doppelläufiger Freitreppe vermittelt auf der straßenseitigen Nordfassade zur Diele, darüber liegt eine Loggia und neben dem Hauseingang befand sich eine weitere, ehemals offene Loggia mit Zwillingsbogen und gedrungener Säule. Alle Eckkanten des Hauses besaßen eine Putzquaderung, ebenso der Mittelrisalit an der Ostseite. Rückwärtig war eine Veranda angefügt und im Süden eine hölzerne Balkonanlage, Wert wurde auf eine hervorgehobene Gartengestaltung gelegt. Elegant schließt ein Mansardwalmdach den heute etwas geglätteten verputzten Ziegelbau ab. Eine Garage kam 1925 zur Beantragung sowie im Oktober 1931 der Umbau des Hauses in zwei Wohnungen (Alfred Schmidt), die neuere Einfriedung stammt von 1967. Für den repräsentativen Wohnhausbau ist ein baugeschichtlicher Wert festzuhalten. LfD/2014, 2017 | 09263896 |
|                                         | Turnhalle in offener Bebauung | Connewitzer Straße 6 (Karte)                                                                            | bezeichnet 1895 (Turnhalle) | in rückwärtiger Grundstückslage, Klinkerfassade, ortsgeschichtlich von Bedeutung | 09263834 |
| Direkt Bild zu diesem Denkmal hochladen | Doppelwohnhaus in offener Bebauung, mit Vorgarten | Connewitzer Straße 7; 9 (Karte)                                                                         | um 1905 (Doppelwohnhaus) | zeittypische Putzfassade, hölzerne Veranda, baugeschichtlich von Bedeutung | 09263835 |
| Direkt Bild zu diesem Denkmal hochladen | Villa | Connewitzer Straße 19 (Karte)                                                                           | um 1900 (Villa) | Putzfassade mit Fachwerk, Holzdecken, im Innern Triptychon von Alexandra Müller-Jontschewa 1977, baugeschichtlich und ortsgeschichtlich von Bedeutung | 09263836 |
| Weitere Bilder                          | Tribüne, Treppenaufgänge und Einfassung eines Stadions sowie Gedenktafel an Bruno Plache | Connewitzer Straße 21 (Karte)                                                                           | 1922 (Stadion), 1922 (Tribüne)                                                                                                 | Tribüne als Fachwerk-Konstruktion, Gedenktafel zur Erinnerung an den Arbeitersportler und kommunistischen Politiker Bruno Plache (1908–1949), Gedenktafel-Entwurf vermutlich von Hanna Studnitzka, Sportplatz seit 1922 Spielort des VfB Leipzig, baugeschichtlich und ortsgeschichtlich von Bedeutung | 09263837 |
| Direkt Bild zu diesem Denkmal hochladen | Schule (über U-förmigem Grundriss), mit angebauter Turnhalle und Schulhof | Crednerstraße 1 (Karte)                                                                                 | 1927–1929 (Schule) | Putzfassade mit Klinkergliederung, stilistisch zwischen Tradition und Moderne, nach Entwurf von Stadtbaurat Hubert Ritter, architekturgeschichtlich von hohem Stellenwert | 09263772 |
| Direkt Bild zu diesem Denkmal hochladen | Mehrfamilienhäuser einer Wohnanlage, mit Vorgarten | Crednerstraße 2; 4; 6; 8; 10; 12 (Karte)                                                                | 1931 (Mehrfamilienwohnhaus) | Putzfassade mit Flachdach, Schlichtwohnungen, im Stil der Moderne, siehe auch Zweifelstraße 1–11 und 13–19, baugeschichtlich von Bedeutung | 09263761 |
| Direkt Bild zu diesem Denkmal hochladen | Sachgesamtheit Städtische Wohnanlage Crednerstraße, mit folgenden Einzeldenkmalen: Mehrfamilienhäuser (siehe Obj. 09263767, Bockstraße 2/4), Mehrfamilienhäuser und Einfriedung zur Wunderlichstraße (siehe Obj. 09263762, Crednerstraße 9–21), Mehrfamilienhäuser (siehe Obj. 09263765, Crednerstraße 14–26), Mehrfamilienhäuser mit Vorgarten-Einfriedung zur Thierschstraße und zur Wunderlichstraße (siehe Obj. 09263764, Crednerstraße 28–40), Mehrfamilienhäuser (siehe Obj. 09263755, Leuckartstraße 2–12), Mehrfamilienhäuser und Wäschereigebäude im Hof (siehe Obj. 09263766, Prager Straße 279–291), Mehrfamilienhäuser (siehe Obj. 09263760, Wunderlichstraße 1–7), weiterhin mit begrünter Hoffläche des Wohnblocks zwischen Leuckartstraße und Wunderlichstraße sowie Vorgarten bei Crednerstraße 9–21 und Grünfläche vor Wunderlichstraße 1–7                                                                                  | Crednerstraße 9; 11; 13; 14; 15; 16; 17; 18; 19; 20; 21; 22; 24; 26; 28; 30; 32; 34; 36; 38; 40 (Karte) | 1920–1927 (Wohnanlage) | zeittypische kommunale Putzbauten, älterer Wohnblock im Reformstil (Entwurf: Stadtbaurat Carl James Bühring), baugeschichtlich und stadtentwicklungsgeschichtlich von Bedeutung | 09306025 |
| Direkt Bild zu diesem Denkmal hochladen | Einzeldenkmal der Sachgesamtheit 09306025, Crednerstraße 9–40: Mehrfamilienhäuser einer Wohnanlage | Crednerstraße 9; 11; 13; 15; 17; 19; 21 (Karte)                                                         | 1925–1927 (Mehrfamilienwohnhaus)                                                                                               | Putzfassade mit Klinkergliederung, baugeschichtlich von Bedeutung | 09263762 |
| Direkt Bild zu diesem Denkmal hochladen | Einzeldenkmal der Sachgesamtheit 09306025, Crednerstraße 9–40: Mehrfamilienhäuser einer Wohnanlage | Crednerstraße 14; 16; 18; 20; 22; 24; 26 (Karte)                                                        | 1920–1926 (Mehrfamilienwohnhaus)                                                                                               | Putzfassade, Reformstil-Architektur, siehe auch Prager Straße 179–191, Wunderlichstraße 1–7, Bockstraße 2/4 und Leuckartstraße 2–12, baugeschichtlich von Bedeutung | 09263765 |
| Direkt Bild zu diesem Denkmal hochladen | Einzeldenkmal der Sachgesamtheit 09306025, Crednerstraße 9–40: Mehrfamilienhäuser einer Wohnanlage, mit Vorgarten-Einfriedung zur Thierschstraße | Crednerstraße 28; 30; 32; 34; 36; 38; 40 (Karte)                                                        | 1925–1927 (Mehrfamilienwohnhaus)                                                                                               | Putzfassade, im traditionalistischen Stil der 1920er Jahre, baugeschichtlich von Bedeutung | 09263764 |
| Weitere Bilder                          | Apelstein Nr. 31 (N) | Dösner Straße (Karte)                                                                                   | bezeichnet 1861, errichtet 1863 (Gedenkstein)                                                                                  | in Nähe Einmündung Connewitzer Straße, Gedenkstein zur Erinnerung an die Kämpfe der Völkerschlacht bei Leipzig 1813, Generäle Victor und Lauriston mit 30.000 Mann des II. und V. Korps gegen Barclay de Tolly, geschichtlich von Bedeutung | 09263848 |
| Direkt Bild zu diesem Denkmal hochladen | Villa mit Garten sowie Kunststein-Objekt/Brunnen | Dösner Straße 2c (Karte)                                                                                | 1903–1904 (Villa) | Putzfassade mit Fachwerk und Veranda der Entstehungszeit, benannt nach dem Erstbesitzer Kaufmann Eugen Friedel, baugeschichtlich von Bedeutung | 09262908 |
| Direkt Bild zu diesem Denkmal hochladen | Villa mit Garten | Dösner Straße 4 (Karte)                                                                                 | 1904–1906 (Villa) | Putzbau mit Fachwerk und Putzornamentik, benannt nach dem Rechtsanwalt und Justizrat Robert Rudert, baugeschichtlich von Bedeutung | 09262910 |
| Direkt Bild zu diesem Denkmal hochladen | Villa mit Garten | Dösner Straße 12 (Karte)                                                                                | 1911–1912 (Villa) | Putzfassade mit Klinkersockel und Rankgitter, Reformstil-Architektur, Landhaus des Verlagsbuchhändlers Paul Meuche, wissenschaftlich und geschichtlich von Interesse Denkmaltext Der malerische Landhausneubau entstand in den Jahren 1911/1912 für den Verlagsbuchhändler Paul Meuche. Entwurf mitsamt statischer Berechnungen lieferte Architekt Karl Hunger aus Leipzig, der auch die Bauleitung übernahm. Klar gegliederter Putzbau über drei Geschosse mit ausgebautem Mansardwalmdach. kleinem Balkon im Obergeschoss der Straßenseite sowie seitlich ein halbrund geschlossener Wintergartenanbau. Gliederung der Fassaden durch Spaliere und Fensterläden. Im Erdgeschoss befinden sich neben dem Eingang und Diele Empfangszimmer, Wohn- und Speisezimmer nebst Küche mit Speisekammer sowie Garderobe und WC. Im August 2002 denkmalschutzrechtliche Genehmigung für die Sanierung, die Ausstattung teilweise erhalten, u. a. Treppe und Innentüren sowie Reste der ursprünglichen Dielenausmalung. LfD/2010 | 09262909 |
|                                         | Wohnhaus in offener Bebauung | Fontanestraße 4 (Karte)                                                                                 | 1934–1935 (Wohnhaus) | Putzfassade, aufwendiges Haustürportal, Haustür mit geschliffenen Scheiben, geätzte Treppenhausfenster, stilistisch zwischen Moderne und Traditionalismus, baugeschichtlich von Bedeutung Denkmaltext Vierfamilienhaus im Auftrag von Anna Modl und Emil Otto Riedel nach Entwürfen von Architekt und Baumeister Walter Steinmüller, 1934–1935 für die Bauherrenschaft und deren Familien errichtet (Steinmüller entwarf auch das Nachbarhaus Nummer 2). Die Ausführung lag in Händen von Baumeister Erich Baum. Im Oktober 1958 Baugenehmigung für den Einbau einer Dachgeschosswohnung durch Ingenieur Dieter Kirbach. Der Ziegelbau mit Edelputzfassade wurde in „solider, gutbürgerlicher Bauweise ausgeführt“ mit axialsymmetrischer Fassadengliederung. Betonung des Mittelrisalites durch ein schmales Fensterband zur Beleuchtung des Treppenhauses und Ausbildung einer darunter angeordneten Werkstein-Portalrahmung in Formensprache des ausklingenden Art déco. Eindeckung des Daches mit naturroten Lausitzer Strangfalzziegeln. LfD/2008 | 09263890 |
| Weitere Bilder                          | Sachgesamtheit Südfriedhof, mit den Einzeldenkmalen: Krematorium mit Kapellenanlage und Kolumbarium, Toranlage an der Prager Straße (Osttor) mit zwei flankierenden Pavillons und zwei Torgebäuden (Anschrift: Prager Straße 212), Toranlage am Friedhofsweg (Westtor) mit Verwaltungsgebäude (Anschrift: Friedhofsweg 3), Wirtschaftsgebäude und Pförtnerhaus (Anschrift: Friedhofsweg 2), Toranlage am Friedhofsweg (Nordtor) mit Pförtnerhaus, eine Vielzahl an Erbbegräbnissen und Grabmalen, zwei Denkmale für Gefallene des Ersten Weltkrieges, Ehrenhain mit zentraler Plastik »Widerstandskämpfer«, weiterhin Einfriedung, drei hölzerne Pavillons, mehrere Brunnen sowie Unterkunftshaus der Friedhofsgärtner (siehe auch Obj. 09263775), weiterhin mit gärtnerischer Friedhofsgestaltung mit Teichanlage vor dem Kolumbarium, und den Sachgesamtheitsteilen: mehrere Nebengebäude (unter anderem die Blumenhalle Prager Straße 210) | Friedhofsweg 2; 3 (Karte)                                                                               | ab 1886 (Parkfriedhof), 1905–1910, bezeichnet 1909 (Krematorium)                                                               | Krematorium im neoromanischen Stil mit weithin sichtbarem Turm, Friedhofsanlage vom Typ Parkfriedhof mit historischer Wegeführung und seltenem Gehölzbestand, von übernationaler Bedeutung, Seltenheitswert, städtebauliche, stadtgeschichtliche, kunst- und kulturhistorische, personengeschichtliche, gartenkünstlerische und architektonische Bedeutung | 09305093 |
| Weitere Bilder                          | Einzeldenkmale der Sachgesamtheit Südfriedhof (Obj. 09305093): Krematorium mit Kapellenanlage und Kolumbarium, Toranlage an der Prager Straße (Osttor) mit zwei flankierenden Pavillons und zwei Torgebäuden (Anschrift: Prager Straße 212), Toranlage am Friedhofsweg (Westtor) mit Verwaltungsgebäude (Anschrift: Friedhofsweg 3), Wirtschaftsgebäude und Pförtnerhaus (Anschrift: Friedhofsweg 2), Toranlage am Friedhofsweg (Nordtor) mit Pförtnerhaus, eine Vielzahl an Erbbegräbnissen und Grabmalen, zwei Denkmale für Gefallene des Ersten Weltkrieges, Ehrenhain mit zentraler Plastik »Widerstandskämpfer«, weiterhin Einfriedung, drei hölzerne Pavillons, mehrere Brunnen sowie Unterkunftshaus der Friedhofsgärtner | Friedhofsweg 2; 3 (Karte)                                                                               | 1886 (Parkfriedhof), 1905–1910, bezeichnet 1909 (Krematorium), 1949 (Denkmal »Widerstandskämpfer«), nach 1918 (Kriegerdenkmal) | Krematorium im neoromanischen Stil mit weithin sichtbarem Turm, Friedhofsanlage vom Typ Parkfriedhof mit übernationaler Bedeutung, Seltenheitswert, städtebauliche, stadtgeschichtliche, kunst- und kulturhistorische, personengeschichtliche, gartenkünstlerische und architektonische Bedeutung | 09263775 |
| Weitere Bilder                          | Wohnblock in offener Bebauung und in Ecklage, mit vorgelagerter Grünfläche und Baumreihe an der Lene-Voigt-Straße | Lene-Voigt-Straße 2; 4; 6; 8 (Karte)                                                                    | 1967–1968 (Wohnblock) | industriell gefertigter Typenbau in Plattenbauweise, vermutlich längstes Wohnhochhaus in Deutschland, seltenes Dokument sozialistischen Städtebaus, Landmarke im Südosten Leipzigs, zeittypische Reihe von Götterbäumen an der Lene-Voigt-Straße, baugeschichtlich, städtebaulich und sozialgeschichtlich von Bedeutung. Genannt „Lange Lene“. | 09291779 |
| Direkt Bild zu diesem Denkmal hochladen | Einzeldenkmal der Sachgesamtheit 09306025, Crednerstraße 9–40: Mehrfamilienhäuser einer Wohnanlage | Leuckartstraße 2; 4; 6; 8; 10; 12 (Karte)                                                               | 1924 (Mehrfamilienwohnhaus) | Putzfassade, Terrazzo im Eingangsbereich, Reformstil-Architektur, baugeschichtlich von Bedeutung | 09263755 |
| Direkt Bild zu diesem Denkmal hochladen | Ehemalige Schule (heute Behinderten-Wohnheim der Diakonie) und ehemalige Turnhalle (heute Galerie) | Nieritzstraße 9 (Karte)                                                                                 | um 1900 (Schule) | alte Schule mit zeittypischer Putzfassade, hölzerne Turnhalle, Wohnstätte benannt nach dem sächsischen Theologen Heinz Wagner (1912–1994), ortsgeschichtlich von Bedeutung | 09293771 |
| Direkt Bild zu diesem Denkmal hochladen | Reste einer Straßenbrücke (Steinbrüstungen, vier Obelisken) über die Eisenbahngleise | Prager Straße (Karte)                                                                                   | 1901 (Straßenbrücke) | nahe dem Nordeingang Altes Messegelände, nach Abbruch und Neubau 2005/2006 nur noch die Obelisken mit Brüstungsmauern Denkmal, die Kleinpflaster-Mosaiken beseitigt bzw. erneuert, ortsgeschichtlich von Bedeutung | 09263842 |
| Weitere Bilder                          | Apelstein Nr. 45 (V) | Prager Straße (Karte)                                                                                   | gesetzt um 1900 (Gedenkstein)                                                                                                  | gegenüber Prager Straße 167, Gedenkstein zur Erinnerung an die Kämpfe der Völkerschlacht bei Leipzig 1813, vor 1900 von Johann Bertsch gestiftet, Treffen einer Abordnung des Leipziger Stadtrates mit den verbündeten Monarchen vor dem Sturm auf die Stadt (historisch falscher Ort), geschichtlich von Bedeutung | 09263268 |
|                                         | Wohnhaus der Friedhofsgärtnerei, mit Einfriedung und Garten | Prager Straße 212a (Karte)                                                                              | 1902 (Gärtnerei) | Putzfassade mit Fachwerk, gehört zur Friedhofsgärtnerei, baugeschichtlich und ortsgeschichtlich von Bedeutung | 09263810 |
| Direkt Bild zu diesem Denkmal hochladen | Einzeldenkmale der Sachgesamtheit Südfriedhof (Obj. 09305093): Krematorium mit Kapellenanlage und Kolumbarium, Toranlage an der Prager Straße (Osttor) mit zwei flankierenden Pavillons und zwei Torgebäuden (Anschrift: Prager Straße 212), Toranlage am Friedhofsweg (Westtor) mit Verwaltungsgebäude (Anschrift: Friedhofsweg 3), Wirtschaftsgebäude und Pförtnerhaus (Anschrift: Friedhofsweg 2), Toranlage am Friedhofsweg (Nordtor) mit Pförtnerhaus, eine Vielzahl an Erbbegräbnissen und Grabmalen, zwei Denkmale für Gefallene des Ersten Weltkrieges, Ehrenhain mit zentraler Plastik »Widerstandskämpfer«, weiterhin Einfriedung, drei hölzerne Pavillons, mehrere Brunnen sowie Unterkunftshaus der Friedhofsgärtner | Prager Straße 212 (Karte)                                                                               | 1886 (Parkfriedhof), 1905–1910, bezeichnet 1909 (Krematorium), 1949 (Denkmal »Widerstandskämpfer«), nach 1918 (Kriegerdenkmal) | Krematorium im neoromanischen Stil mit weithin sichtbarem Turm, Friedhofsanlage vom Typ Parkfriedhof mit übernationaler Bedeutung, Seltenheitswert, städtebauliche, stadtgeschichtliche, kunst- und kulturhistorische, personengeschichtliche, gartenkünstlerische und architektonische Bedeutung | 09263775 |
| Weitere Bilder                          | Mietvilla (Nr. 214) und Nebengebäude (Nr. 214a) | Prager Straße 214; 214a (Karte)                                                                         | um 1900 (Mietvilla) | Putzfassade mit Ziegelgliederung, hölzerner Eingangs-Vorbau und Eckturm, Giebel mit Freigespärre, im gotisierenden Stil, baugeschichtlich von Bedeutung | 09263815 |
| Direkt Bild zu diesem Denkmal hochladen | Wohnhaus in offener Bebauung | Prager Straße 216 (Karte)                                                                               | um 1860 (Wohnhaus) | Putzfassade, hölzerner Vorbau, baugeschichtlich von Bedeutung | 09263378 |
| Direkt Bild zu diesem Denkmal hochladen | Wohnhaus in offener Bebauung | Prager Straße 222 (Karte)                                                                               | Um 1840 | Putzfassade, ehemals auch mit Seitengebäude, orts- und baugeschichtlich von Bedeutung | 09306998 |
|                                         | Klinikgebäude (mit originaler Aufzugsanlage einschließlich Aufzugsschacht, Kabine und Aufzugstechnik) mit umliegender Gartenanlage sowie Denkmal für Georg Sacke in der Gartenanlage, weiterhin straßenseitiges Wohnhaus | Prager Straße 224 (Karte)                                                                               | 1928–1929 (Krankenhaus), 1970 (Sacke-Denkmal), 1928 (Aufzug), um 1870 (Wohnhaus)                                               | Hauptgebäude ein Klinkerbau über L-förmigem Grundriss, erbaut als »Heim für gebrechliche Kinder in Leipzig« durch den Verein Humanitas, im Stil der Moderne, Architekt: Georg Wünschmann, im Innern mit originalem Aufzug von 1929 mit um 1970 modernisierter Aufzugstechnik, im Garten Bronzeplastik von Hanna Studnitzka zur Erinnerung an den Historiker und antifaschistischen Widerstandskämpfer Georg Sacke (1902–1945), älteres straßenseitiges Wohnhaus mit zweigeschossiger Putzfassade um 1870 erbaut, Garten im Nahbereiche des Klinikbaues, einschließlich der vor der Gebäude-Hauptfront liegenden Rasenflächen, baugeschichtlich, ortsgeschichtlich und künstlerisch von Bedeutung, Aufzugsanlage von Seltenheitswert und technikgeschichtlichem Wert | 09263816 |
|                                         | Mietshaus in halboffener Bebauung | Prager Straße 228 (Karte)                                                                               | 1910 (Mietshaus) | mit Tordurchfahrt, wohl ehemals mit Laden, abwechslungsreich dekorierte Putzfassade, baugeschichtlich und städtebaulich von Bedeutung | 09263817 |
|                                         | Mietshaus in geschlossener Bebauung | Prager Straße 230 (Karte)                                                                               | 1899 (Mietshaus) | mit Tordurchfahrt und Laden, Klinkerfassade, Windfangtür, baugeschichtlich und städtebaulich von Bedeutung | 09263818 |
|                                         | Mietshaus in geschlossener Bebauung | Prager Straße 232 (Karte)                                                                               | 1900 (Mietshaus) | mit Tordurchfahrt und Laden, Klinkerfassade, baugeschichtlich und städtebaulich von Bedeutung | 09263820 |
| Direkt Bild zu diesem Denkmal hochladen | Ehemaliges Stall- und Saalgebäude eines Gasthofes | Prager Straße 233 (Karte)                                                                               | 1821 erwähnt (Saal) | Restaurationsgebäude nicht erhalten, zeittypischer Putzbau, ortsgeschichtlich von Bedeutung | 09263847 |
|                                         | Mietshaus in halboffener Bebauung und in Ecklage | Prager Straße 234 (Karte)                                                                               | 1901 (Mietshaus) | mit Läden, Klinker-Putz-Fassade, Windfangtür mit geätzten Scheiben, baugeschichtlich und städtebaulich von Bedeutung | 09263821 |
|                                         | Mietshaus in halboffener Bebauung und in Ecklage | Prager Straße 236 (Karte)                                                                               | 1900 (Mietshaus) | mit Laden, Klinkerfassade, Windfangtür mit geätzter Verglasung, baugeschichtlich und städtebaulich von Bedeutung | 09263822 |
|                                         | Mietshaus in geschlossener Bebauung | Prager Straße 238 (Karte)                                                                               | 1906 (Mietshaus) | mit Laden, Putz-Klinker-Fassade mit zwei Fachwerkerkern, Holzpaneele und Stuck im Eingangsbereich, baugeschichtlich und städtebaulich von Bedeutung | 09263823 |
|                                         | Mietshaus in geschlossener Bebauung | Prager Straße 240 (Karte)                                                                               | 1906 (Mietshaus) | mit Hausdurchgang und Laden, Putzfassade, Stuck im Hausdurchgang, baugeschichtlich und städtebaulich von Bedeutung | 09263824 |
|                                         | Mietshaus in halboffener Bebauung sowie Giebelwandgestaltung | Prager Straße 242 (Karte)                                                                               | 1903 (Mietshaus), um 1980 (Giebelwerbung)                                                                                      | mit Hausdurchgang und Läden, Putzfassade mit zwei Fachwerkerkern und aufwendige gestaltetem Blendfachwerk-Giebel, Holzpaneele und Stuck im Hausdurchgang, baugeschichtlich und städtebaulich von Bedeutung | 09263825 |
|                                         | Mietshaus in halboffener Bebauung sowie Giebelwandgestaltung | Prager Straße 252 (Karte)                                                                               | 1898 (Mietshaus), 1988 (Giebelwerbung)                                                                                         | mit Tordurchfahrt und Laden, Klinkerfassade, baugeschichtlich und städtebaulich von Bedeutung | 09263826 |
|                                         | Mietshaus in geschlossener Bebauung | Prager Straße 254 (Karte)                                                                               | 1898 (Mietshaus) | mit Tordurchfahrt, ehemals mit Gaststätte, Klinkerfassade, baugeschichtlich und städtebaulich von Bedeutung | 09263827 |
|                                         | Mietshaus in geschlossener Bebauung | Prager Straße 256 (Karte)                                                                               | 1899 (Mietshaus) | mit Tordurchfahrt und Laden, Klinkerfassade, baugeschichtlich und städtebaulich von Bedeutung | 09263828 |
|                                         | Mietshaus in geschlossener Bebauung | Prager Straße 258 (Karte)                                                                               | 1900 (Mietshaus) | mit Tordurchfahrt und Laden, Klinkerfassade, Holzpaneele und Stuck in der Tordurchfahrt, baugeschichtlich und städtebaulich von Bedeutung | 09263829 |
| Direkt Bild zu diesem Denkmal hochladen | Mietshaus in geschlossener Bebauung | Prager Straße 260 (Karte)                                                                               | 1896 (Mietshaus) | Klinker-Putz-Fassade, geätzte Treppenhausfenster, baugeschichtlich und städtebaulich von Bedeutung | 09263830 |
| Direkt Bild zu diesem Denkmal hochladen | Mietshaus in geschlossener Bebauung | Prager Straße 262 (Karte)                                                                               | 1891–1892 (Mietshaus) | mit Tordurchfahrt, Putzfassade, reich dekorierter Gründerzeitbau, Dokument der Probstheidaer Ortsentwicklung, baugeschichtlich und städtebaulich von Bedeutung Denkmaltext In geschlossener Zeilenbebauung gründerzeitlicher Mietshäuser präsentiert sich das 1891/1892 für Zimmermeister Wilhelm Lindner errichtete Gebäude im Originalzustand mit feingliedrig strukturierter Putzfassade über Klinkersockel und reicherem Stuckdekor in der Beletage. Holzpaneele und Deckenmalerei finden sich in der Tordurchfahrt und auch im Treppenhaus ist die bauzeitliche Ausstattung überkommen. Gegenüber der eingereichten Bauzeichnung wurde die Fassade im Bauverlauf selbst verändert und in der Schmuckgestaltung reduziert. 1955 führte das Baugeschäft Arff & Dummer einen Wohnungsausbau im bombengeschädigten Dachgeschoss aus, Sanierung ab 2011. Das Haus in Nähe des alten Probstheidaer Ortskerns und an der Fernstraße nach Grimma ist ein Dokument der gründerzeitlichen Ortserweiterung und besitzt wissenschaftlich-dokumentarischen Wert. LfD/2011 | 09296836 |
| Direkt Bild zu diesem Denkmal hochladen | Mietshaus in geschlossener Bebauung | Prager Straße 264 (Karte)                                                                               | um 1885 (Mietshaus) | mit Tordurchfahrt und Laden, historisierende Putzfassade, hölzerner Windfang im Hof, baugeschichtlich und städtebaulich von Bedeutung | 09294510 |
| Direkt Bild zu diesem Denkmal hochladen | Wohnhaus in halboffener Bebauung und Hofgebäude | Prager Straße 276 (Karte)                                                                               | um 1850 (Wohnhaus) | eingeschossiger Putzbau mit Zwerchhaus im Dach, zur alten Ortsbebauung gehörig, ortsentwicklungsgeschichtlich von Bedeutung | 09264587 |
| Weitere Bilder                          | Straßenbahnhof mit Verwaltungsgebäude (ehemals Wohnhaus), zwei Hallen, Einfriedung sowie Pflasterung | Prager Straße 278 (Karte)                                                                               | 1900 (Straßenbahndepot) | ehemaliger Straßenbahnhof der Großen Leipziger Straßenbahn, Verwaltungsbau mit Klinkerfassade, zwei verklinkerten Hallen 1900 und 1911, Einfriedung von 1912, ortsgeschichtlich und technikgeschichtlich von Bedeutung | 09263838 |
|                                         | Einzeldenkmal der Sachgesamtheit 09306025, Crednerstraße 9–40: Mehrfamilienhäuser einer Wohnanlage und Wäschereigebäude im Hof | Prager Straße 279; 281; 283; 285; 287; 289; 291 (Karte)                                                 | 1920–1926 (Mehrfamilienwohnhaus)                                                                                               | Putzfassade mit Putzgliederung, Nummer 279 in Ecklage Bockstraße mit Laden, Reformstil-Architektur, baugeschichtlich von Bedeutung | 09263766 |
|                                         | Mietshaus in halboffener Bebauung | Prager Straße 280 (Karte)                                                                               | 1902 (Mietshaus) | mit Tordurchfahrt und Laden, Klinkerfassade, baugeschichtlich und städtebaulich von Bedeutung | 09263831 |
|                                         | Mietshaus in geschlossener Bebauung | Prager Straße 282 (Karte)                                                                               | 1902 (Mietshaus) | mit Tordurchfahrt und Laden, Klinkerfassade, baugeschichtlich und städtebaulich von Bedeutung | 09263832 |
|                                         | Mietshaus in geschlossener Bebauung | Prager Straße 284 (Karte)                                                                               | um 1905 (Mietshaus) | mit Tordurchfahrt und Laden, Klinkerfassade, Schablonenmalerei im Treppenhaus, baugeschichtlich und städtebaulich von Bedeutung | 09262291 |
| Weitere Bilder                          | Mehrfamilienhäuser einer Wohnanlage | Prager Straße 307; 309; 311; 313 (Karte)                                                                | 1925 (Mehrfamilienwohnhaus) | Putzfassade, im traditionalistischen Stil, siehe auch Prager Straße 319–325, baugeschichtlich von Bedeutung | 09291151 |
|                                         | Doppelwohnhaus in offener Bebauung, mit Vorgarten | Prager Straße 310; 312 (Karte)                                                                          | 1929–1930 (Doppelwohnhaus) | Putzfassade mit Klinkergliederung, Terrazzo im Eingangsbereich, im traditionalistischen Stil der 1920er Jahre, baugeschichtlich von Bedeutung | 09263756 |
|                                         | Mehrfamilienhäuser einer Wohnanlage | Prager Straße 319; 321; 323; 325 (Karte)                                                                | 1925 (Mehrfamilienwohnhaus) | Putzfassade, im traditionalistischen Stil, siehe auch Prager Straße 307–313, baugeschichtlich von Bedeutung | 09263891 |
| Direkt Bild zu diesem Denkmal hochladen | Atelierhaus, Nebengebäude, Vorgarten und rechte seitliche Einfriedung | Ringelnatzweg 4 (Karte)                                                                                 | 1924/1925 (Atelier); 1925–1933 (Nebengebäude)                                                                                  | Atelierhaus der ehemaligen, auch international renommierten Modellbaufirma Paul Osterloh, Nebengebäude in rückwärtiger Grundstückslage (ohne Anbau und Vordach), Seltenheitswert, überaus bedeutendes Zeugnis als Produktions- und Entwicklungsort von weltweit bekannten und anerkannten anatomischen, zoologischen und botanischen Modellen, bau-, technik- wirtschafts- und wissenschaftsgeschichtliche Bedeutung | 09307382 |
|                                         | Gedenkstein für die Völkerschlacht bei Leipzig | Russenstraße (Karte)                                                                                    | bezeichnet 1913 (Gedenkstein)                                                                                                  | im alten Dorfanger Probstheida (gegenüber Nummer 11 und Nummer 15), Monolith mit Inschriften auf Erdhügel und weitere kleinere Steine | 09263774 |
| Direkt Bild zu diesem Denkmal hochladen | Dorfanger Probstheida in der historischen Ausdehnung, als Gartendenkmal mit altem Gehölzbestand und Grünanlagen, Gedenksteinen, altem Spritzenhaus, Handschwengelpumpe, | Russenstraße (Karte)                                                                                    | | | 09306026 |
| Direkt Bild zu diesem Denkmal hochladen | Spritzenhaus auf dem Dorfanger Probstheida | Russenstraße (Karte)                                                                                    | 1886 | In Nähe der Alten Schule und der Kirche, ortsgeschichtlich und baugeschichtliche von Bedeutung, Zeugnis der gemeinschaftlichen Brandfallvorsorge | 09307224 |
|                                         | Handschwengelpumpe mit Brunnenschacht und Abdeckplatte | Russenstraße (Karte)                                                                                    | 1910 (Handschwengelpumpe) | gegenüber Einmündung der Augustinerstraße, auf dem Dorfanger, ortsgeschichtlich von Bedeutung | 09294867 |
| Direkt Bild zu diesem Denkmal hochladen | Handschwengelpumpe mit Brunnenschacht und Abdeckplatte | Russenstraße (Karte)                                                                                    | | in der Nähe von Nr. 11, auf dem Dorfanger, Typ Delphin, ortsgeschichtlich von Bedeutung | 09294866 |
| Direkt Bild zu diesem Denkmal hochladen | Laternenpfahl | Russenstraße (Karte)                                                                                    | | aus Gusseisen, technikgeschichtlich und ortsentwicklungsgeschichtlich von Bedeutung | 09293799 |
|                                         | Wohnhaus, Seitengebäude, Hofmauer und Hofpflasterung eines Bauernhofes | Russenstraße 11 (Karte)                                                                                 | 2. Hälfte 19. Jh. (Bauernhaus)                                                                                                 | Wohnhaus mit verputztem Fachwerk-Obergeschoss und Krüppelwalmdach, baugeschichtlich und ortsteilgeschichtlich von Bedeutung | 09293785 |
|                                         | Wohnstallhaus, Seitengebäude, Einfriedungsmauer und Toreinfahrt sowie Hofpflasterung eines Bauernhofes | Russenstraße 15 (Karte)                                                                                 | um 1830 (Wohnstallhaus), bezeichnet 1829–1833 (Toreinfahrt)                                                                    | Kanonenkugeln der Völkerschlacht bei Leipzig 1813 am Haus, Wohnstallhaus mit Fachwerk-Giebel, Obergeschoss zum Teil noch Fachwerk, Seitengebäude mit Fachwerk-Obergeschoss, baugeschichtlich und ortsteilgeschichtlich von Bedeutung | 09293786 |
|                                         | Wohnhaus in offener Bebauung, mit Einfriedung und Vorgarten | Russenstraße 19 (Karte)                                                                                 | 1894 (Wohnhaus) | historisierende Putzfassade mit Sandsteingliederung, baugeschichtlich von Bedeutung Denkmaltext Mit der Erbauung eines Geschirrschuppens für Herrn Zimmermeister Wilhelm Lindner im Jahr 1878 setzt die Bauakte ein, das Landhaus entstand erst 1894 nach Entwurf des auch ausführenden Architekten Richard Füssel aus Leipzig für die Probstheidaer Gutsbesitzerin Hulda Gärtner. Johanna Ritter, Frau des Juweliers und Goldschmieds Richard Ritter, beantragte 1933 einen Verandaanban (Pläne von Architekt Walter Müller) und 1936 einen geschlossenen Windfang durch die Bauunternehmung Karl Krause. Eingeschossig mit Mezzanin war das Haus konzipiert und fügte sich mit seiner malerischen Erscheinung nicht gar zu störend in den alten Probstheidaer Dorfanger ein, zumal das Haus einen Vorgarten besitzt und somit von der Straßenflucht zurückgesetzt ist. Über einem Bruchsteinrohbausockel erhebt sich die Putzfassade mit Rahmungen aus Kunststeinelementen sowie einem hölzernen Lambrequin. Prägend ist der in ein Zwerchhaus mündende Mittelrisalit, dem ein eingeschossiger polygonaler Standerker vorgestellt ist. Der hier ehemals geplante Balkon ist heute nicht mehr vorhanden ebenso wie einige Zierelemente am Giebeldreieck des Zwerchhauses und am Dach. Das Gebäude mit seiner vom Historismus geprägten Gestaltung besitzt einen baugeschichtlichen Wert. LfD/2014, 2017 | 09293787 |
|                                         | Wohnhaus und Toranlage eines Bauernhofes | Russenstraße 22 (Karte)                                                                                 | 2. Hälfte 19. Jh. (Bauernhaus)                                                                                                 | Putzfassade mit Fachwerkgiebel, Toreinfahrt mit drei Klinker-Torpfeilern, baugeschichtlich von Bedeutung | 09293806 |
|                                         | Pfarrhaus und Nebengebäude im Garten sowie seitliche Einfriedungsmauer und Vorgarten | Russenstraße 23 (Karte)                                                                                 | 1907–1908 (Pfarrhaus) | Putzfassade mit Erker, Windfangtür, Reformstil-Architektur, baugeschichtlich und ortsgeschichtlich von Bedeutung | 09293788 |
|                                         | Kirche (mit Ausstattung) | Russenstraße 24 (Karte)                                                                                 | 1818 (Kirche), 1825 (Kirchenausstattung), 1927 (Kirchenausstattung), 1820 (Martin Luther), 1818 (Taufe)                        | klassizistische Saalkirche mit Westturm, geweiht am 8. Mai 1818, baugeschichtlich und ortsgeschichtlich von Bedeutung | 09293782 |
|                                         | Ehemalige Schule, heute Wohnhaus in offener Bebauung | Russenstraße 26 (Karte)                                                                                 | 1843 (Schule) | ortsbildprägender Putzbau, Polizeiwache ehemals ab 1887, ortsgeschichtlich von Bedeutung | 09293807 |
| Direkt Bild zu diesem Denkmal hochladen | Einfriedungsmauer und Toreinfahrt eines ehemaligen Bauernhofes | Russenstraße 33; 35; 37; 39 (Karte)                                                                     | um 1820 (Einfriedung) | ortsentwicklungsgeschichtlich von Bedeutung | 09293790 |
|                                         | Wohnhaus in offener Bebauung, mit Vorgarten, einem Torpfeiler und Nebengebäude im Garten | Russenstraße 40 (Karte)                                                                                 | im Kern wohl 1845, später überformt (Wohnhaus)                                                                                 | historisierende Putzfassade, Torpfeiler mit Kanonenkugel der Völkerschlacht, baugeschichtlich und ortsentwicklungsgeschichtlich von Bedeutung | 09303601 |
|                                         | Wohnhaus (mit zwei Hausnummern) und Einfriedungsmauer (mit Pforte) eines ehemaligen Bauernhofes | Russenstraße 42a; 42b (Karte)                                                                           | bezeichnet 1814, im Kern (Bauernhaus), Umbau bezeichnet 1895 (Bauernhaus)                                                      | Wohnhaus historisierende Putzfassade mit Sandsteingliederung und Fachwerk-Balkon, baugeschichtlich und ortsentwicklungsgeschichtlich von Bedeutung | 09293805 |
|                                         | Wohnhaus in offener Bebauung und ehemaliges Druckereigebäude (ohne Anbau) | Russenstraße 46 (Karte)                                                                                 | um 1850 (Wohnhaus), 1884 (Druckerei)                                                                                           | zweigeschossiges Wohnhaus mit schlichter Putzfassade, Druckereibesitzer Hermann Rauh (1865–1948) soll hier im Dezember 1900 im Auftrag des russischen Politikers Lenin (1870–1924) die erste Ausgabe der Iskra (Zeitung der Sozialdemokratischen Arbeiterpartei Russlands) gedruckt haben, geschichtlich und technikgeschichtlich von Bedeutung | 09293804 |
|                                         | Mietshaus in offener Bebauung sowie Seitengebäude eines ehemaligen Bauernhofes | Russenstraße 49 (Karte)                                                                                 | 1906 (Mietshaus), um 1850, später überformt (Seitengebäude)                                                                    | Mietshaus zeittypische Putzfassade mit Sandsteingliederung, Windfangtür, Stuck im Eingangsbereich, Seitengebäude Wohnhaus einer älteren Hofanlage (vermutlich zum Teil Fachwerk), baugeschichtlich und ortsentwicklungsgeschichtlich von Bedeutung | 09293791 |
|                                         | Wohnhaus in geschlossener Bebauung, mit Vorgarten | Russenstraße 55 (Karte)                                                                                 | 1887 und früher (Wohnhaus) | zeittypische Putzfassade, baugeschichtlich von Bedeutung | 09292744 |
|                                         | Wohnhaus, Seitengebäude und Einfriedung mit Toreinfahrt eines Bauernhofes | Russenstraße 68 (Karte)                                                                                 | um 1860 (Wohnhaus) | Wohnhaus eingeschossiger Putzbau, sozialgeschichtlich von Bedeutung | 09293802 |
|                                         | Plastik im Grundstück | Russenstraße 78 (Karte)                                                                                 | Anfang 20. Jh. (Statue) | weibliche Gewandfigur im Garten, Steinguss, künstlerisch von Bedeutung | 09293801 |
| Direkt Bild zu diesem Denkmal hochladen | Wohnhaus in offener Bebauung mit Vorgarten | Russenstraße 99 (Karte)                                                                                 | 1906 (Wohnhaus) | historisierende Putzfassade mit Fachwerk-Erker, baugeschichtlich von Bedeutung Denkmaltext Lehrer Karl Paul Voigtländer begehrte die Genehmigung zur Errichtung eines Einfamilienwohnhauses, wofür er Franz Säuberlich aus Schönefeld und nach der Rohbauprüfung den Maurermeister Carl Geyer gewinnen konnte. Das freistehende Landhaus entstand im Verlauf des Jahres 1906, ein Umbau in zwei getrennte Wohneinheiten erfolgte 1934 durch das Baugeschäft Oswald Schulze im Auftrag von Milda Martha verw. Voigtländer geb. Wetzel. Zum freundlichen Erscheinungsbild des über dunklem Sichtklinkersockel verputzten Hauses tragen die vielteilige Dachlandschaft, die überdachte Terrasse mit ihrer hölzernen Balustrade und Sichtfachwerk mehrheitlich bei – die ehemals angebrachten hölzernen Klappläden wurden bei der letzten Sanierung leider nicht wieder angebracht. Der pittoreske Wohnungsbau besitzt eine baugeschichtliche Bedeutung und markiert die Ortserweiterung zu Beginn des 20. Jahrhunderts in Probstheida. LfD/2014, 2017 | 09293794 |
| Direkt Bild zu diesem Denkmal hochladen | Wohnhaus in offener Bebauung, mit Vorgarten und Waschhaus im Hof | Russenstraße 101 (Karte)                                                                                | 1910–1911 (Wohnhaus) | Putzfassade, Reformstil-Architektur, baugeschichtlich von Bedeutung Denkmaltext Als "Landhaus mit Dachwohnung" wurde das Baugesuch von Fell- und Rauchwarenhändler Otto Mohr überschrieben, das im Oktober 1910 mit Plänen des Architekten O. Morgenschweif eingereicht wurde. Nach Erteilung der Genehmigung im Februar 1911 übernahmen Georg Röder die Ausführung, die Architekten Weber & Schöne die Bauleitung. Für die Fassadengestaltung kamen Tekturen zur Einreichung sowie zeitgleich Neubauzeichnungen für ein Wirtschaftsgebäude, das Waschküche, Geräteraum und einen großzügigen Hühnerstall aufnehmen sollte. Am 21. August erfolgte die Schlussrevision, zum Ende des Jahres hin die Erstellung der Einfriedung. 1990 war der Umbau des Waschhauses im Nebengebäude zur Garage beabsichtigt, im April 1996 erfolgte die Ausreichung der denkmalschutzrechtlichen Genehmigung für die Sanierung des Wohnhauses. Das Haus zeigt klar Einflüsse der zeitgemäßen Reformstilarchitektur, die für das Solitär mit Elementen der Landhausarchitektur ergänzt sind. Unverzichtbar für die Wirkung der Putzfassade sind Holzspaliere und Klappläden, die kleinteilige Sprossung der Fenster, die materialechte Eindeckung des Mansardwalmdaches. Akzente setzen ein polygonaler Standerker und das Zwerchhaus. Für den Landhausbau ist ein baugeschichtlicher Wert festzuhalten. LfD/2014, 2017 | 09293795 |
| Direkt Bild zu diesem Denkmal hochladen | Villa mit Villengarten, Pavillon und Brunnen sowie Toreinfahrt und Gartenpforte | Russenstraße 138 (Karte)                                                                                | um 1910 (Villa) | Putzfassade, Reformstil-Architektur, als Wohnhaus des Juristen und Leipziger Leichtathleten Carl Ludwig »Luz« Long (1913–1943) mit Bedeutung für die deutsche Sportgeschichte, das pittoreske Anwesen mit baugeschichtlichem und ortsentwicklungsgeschichtlichem Wert | 09293797 |
| Direkt Bild zu diesem Denkmal hochladen | Villa mit Villengarten, Gartenhaus und Remisengebäude | Russenstraße 146 (Karte)                                                                                | 1909–1911 (Villa) | Putzfassade mit Fachwerkgiebel und Turm, bleiverglaste Treppenhausfenster, Gebäude im Reform- und Heimatstil, benannt nach dem Architekten und Bauherrn Georg Döhler, baugeschichtlich von Bedeutung Denkmaltext Handelsgärtner Friedrich August Albert Groll beantragte 1892 die Aufstellung eines massiven Gartenhauses, welches aus Leipzig umgesetzt werden sollte. Erst 1909–1911 wurde auf dem Grundstück ein Landhaus errichtet, welches der Gohliser Architekt Georg Döhler im Eigenauftrag nach eigenen Entwürfen errichtete (veränderte Umsetzung der Entwurfszeichnungen, das genannte Gartenhaus blieb daneben zunächst erhalten). Im Februar 1914 Verkauf des Grundstückes an den in Leipzig-Reudnitz wohnenden Kürschnermeister Theodor Johannes Morgenschweiß. 1924 Anbau eines Küchenaustrittes. Der pittoreske, dem Heimatstil verpflichtete Villenbau mit ungewöhnlicher Vertikaltendenz, Putzfassade, Fachwerkgiebeln und Schieferdach, Teile der gediegenen Ausstattung erhalten. Beinahe märchenhaft wirkt die Hauptansicht mit einer sich zum Eingang hin verengenden Treppenanlage mit geschwungenen Wangen, die zwischen dem ovalen Treppenturm und einem weit vorstehenden einachsigen Gebäudeteil eingezwängt ist. 1920 Errichtung eines Stallgebäudes mit Wagenremise. LfD/2008 | 09293796 |
| Direkt Bild zu diesem Denkmal hochladen | Plastik eines Lämmchens vor einem Kindergarten | Seidelstraße 3 (bei) (Karte)                                                                            | bezeichnet 1967 (Statue) | Bronzeplastik auf Sockel, künstlerisch von Bedeutung | 09263770 |
| Direkt Bild zu diesem Denkmal hochladen | Wohnhaus in offener Bebauung und Nebengebäude | Seidelstraße 5 (Karte)                                                                                  | 1945–1946, Rohbau (Wohnhaus), 1955–1958, Fertigstellung (Wohnhaus)                                                             | Putz-Klinker-Fassade, verschiefertes Dachgeschoss, im traditionalistischen Stil der Zeit, baugeschichtlich von Bedeutung | 09263769 |
| Direkt Bild zu diesem Denkmal hochladen | Straßenanlage mit Allee | Straße des 18. Oktober (Karte)                                                                          | 1911–1926, städtebauliche Konzeption (Straße)                                                                                  | historische Allee vom Bayrischen Platz zum Deutschen Platz (siehe auch Objekt 09295639) und weiter zum Völkerschlachtdenkmal (siehe Objekt 09294355), bedeutendes städtebauliches Projekt der Zeit um 1900 zur Erschließung der Äußeren Südvorstadt und später auch des Messegeländes, als eines der größten urbanistischen Vorhaben um 1910 im Zusammenhang mit dem Bau des Völkerschlachtdenkmals städtebaulich und stadtgeschichtlich bedeutsam | 09304794 |
| Weitere Bilder                          | Völkerschlachtdenkmal sowie vorgelagerter Teich und gestaltete Grünanlage | Straße des 18. Oktober 100 (Karte)                                                                      | 1898–1913 (Denkmal) | errichtet zur Erinnerung an die Befreiungskriege von 1813, höchster Denkmalbau Europas, nationaler Geschichtswert, Seltenheitswert, künstlerische und baugeschichtliche Bedeutung, Erinnerungswert, Bedeutung für die Volksbildung | 09294355 |
| Direkt Bild zu diesem Denkmal hochladen | Ehemaliges Postgebäude (mit drei Hausnummern) in offener Bebauung, sowie Einfriedungsmauer zum Hof | Strümpellstraße 4; 6; 8 (Karte)                                                                         | 1935–1936 (Post) | ehemals auch Leuchtschrift »Post« an einer Giebelseite, zeittypische Putzfassade, ortsgeschichtlich von Bedeutung | 09262308 |
| Direkt Bild zu diesem Denkmal hochladen | Wohnstallhaus eines Bauernhofes | Täschnerstraße 1 (Karte)                                                                                | 2. Hälfte 19. Jh. (Wohnstallhaus)                                                                                              | eingeschossiger Bau, ortsentwicklungsgeschichtlich von Bedeutung | 09293764 |
| Direkt Bild zu diesem Denkmal hochladen | Häuslerhaus | Täschnerstraße 5 (Karte)                                                                                | 1806 +/- Dendro (Häusleranwesen)                                                                                               | zum Teil in Fachwerk, typisches Kleinbauerngehöft, sozialgeschichtlich von Bedeutung | 09293765 |
| Direkt Bild zu diesem Denkmal hochladen | Wohnhaus in offener Bebauung | Thierschstraße 10 (Karte)                                                                               | 1925–1926 (Wohnhaus) | Putzfassade, im traditionalistischen Stil, baugeschichtlich von Bedeutung Denkmaltext Der „kompakte“ Wohnhausbau entstand in den Jahren 1925 und 1926 in der „Siedlung für abgebaute Beamte in Probstheida“, nach vorgelegten Plänen der Landes-Siedlungs- und Wohnungs-Fürsorgegesellschaft GmbH „Sächsisches Heim“ in Dresden. Bauherr für das „Haus 5“ war der Reichsbahnbeamte Otto Paul Engermann. Selbiger veranlasste 1932 einige bauliche Veränderungen, unter anderem die Errichtung eines zweigeschossigen Anbaus, wobei Entwurf und Bauleitung hier Alfred Richter übernahm. 1997 erfolgte die letzte umfassende Sanierung gemäß der Projektunterlagen von Architektin D. Kern, einhergehend mit dem rückwärtigen Anbau eines kleinen Wintergartens und der Errichtung einer Doppelgarage auf dem Grundstück. Mit seiner schlichten Putzfassade, dem ziegelgedeckten Walmdach und den wenigen Gliederungselementen repräsentiert das Haus excellent den Typus eines privaten Einfamilienwohnhauses der 1920er Jahre. LfD/2014, 2017 | 09299064 |
| Direkt Bild zu diesem Denkmal hochladen | Wohnhaus eines Bauernhofes | Trögelweg 27 (Karte)                                                                                    | um 1870 (Bauernhaus) | mit Laden, Putzfassade, ortsentwicklungsgeschichtlich von Bedeutung | 09293784 |
| Direkt Bild zu diesem Denkmal hochladen | Allee mit Straßenpflaster und Gehwegpflaster entlang der Wunderlichstraße | Wunderlichstraße (Karte)                                                                                | 1930 | Straßenpflaster aus kleinformatigen Granitsteinen mit beidseitigem Fußweg und Kastanienallee, ortsbildprägend von Bedeutung | 09307486 |
| Direkt Bild zu diesem Denkmal hochladen | Einzeldenkmal der Sachgesamtheit 09306025, Crednerstraße 9–40: Mehrfamilienhäuser einer Wohnanlage | Wunderlichstraße 1; 3; 5; 7 (Karte)                                                                     | 1920–1926 (Mehrfamilienwohnhaus)                                                                                               | zwischen Prager Straße und Crednerstraße, Putzfassade, Eckbau Nummer 1 mit Laden, Reformstil-Architektur, baugeschichtlich von Bedeutung | 09263760 |
| Direkt Bild zu diesem Denkmal hochladen | Mehrfamilienhäuser einer Wohnanlage, mit Vorgärten | Zweifelstraße 1; 3; 5; 7; 9; 11 (Karte)                                                                 | 1932 (Wohnblock) | Putzfassade mit Flachdach, Schlichtwohnungen, im Stil der Moderne, siehe auch Nummer 13–19, baugeschichtlich von Bedeutung | 09294352 |
| Direkt Bild zu diesem Denkmal hochladen | Mehrfamilienhäuser einer Wohnanlage, mit Vorgarten | Zweifelstraße 13; 15; 17; 19 (Karte)                                                                    | 1932 (Wohnblock) | Putzfassade mit Flachdach, Schlichtwohnungen, im Stil der Moderne, siehe auch Nummer 1–11 und Crednerstraße 2–12, baugeschichtlich von Bedeutung | 09263768 |

## Ehemalige Kulturdenkmale
| Bild                                    | Bezeichnung | Lage                       | Datierung                    | Beschreibung                                                                           | ID       |
| --------------------------------------- | ----------- | -------------------------- | ---------------------------- | -------------------------------------------------------------------------------------- | -------- |
| Direkt Bild zu diesem Denkmal hochladen | Grünfläche  | An der Tabaksmühle (Karte) | vermutlich 1857 (Parkanlage) | Grünfläche zwischen An der Tabaksmühle und Friedhofsweg, zum Wilhelm-Külz-Park gehörig | 09263844 |